# Берлін (Північна Дакота)
Берлін (англ. Berlin) — місто (англ. city) в США, в окрузі Ламур штату Північна Дакота. Населення — 31 особа (2020).

## Географія
Берлін розташований за координатами 46°22′42″ пн. ш. 98°29′18″ зх. д. / 46.37833° пн. ш. 98.48833° зх. д. (46.378298, -98.488469).  За даними Бюро перепису населення США в 2010 році місто мало площу 0,25 км², уся площа — суходіл.

## Демографія
Згідно з переписом 2010 року, у місті мешкали 34 особи в 12 домогосподарствах у складі 9 родин. Густота населення становила 134 особи/км².  Було 18 помешкань (71/км²).
Расовий склад населення:
| - 88,2 % — білих - 11,8 % — азіатів |

До двох чи більше рас належало 0,0 %. Частка іспаномовних становила 0,0 % від усіх жителів.
За віковим діапазоном населення розподілялося таким чином: 35,3 % — особи молодші 18 років, 38,2 % — особи у віці 18—64 років, 26,5 % — особи у віці 65 років та старші. Медіана віку мешканця становила 43,5 року. На 100 осіб жіночої статі у місті припадало 112,5 чоловіків;  на 100 жінок у віці від 18 років та старших — 100,0 чоловіків також старших 18 років.
За межею бідності перебувало 3,2 % осіб, у тому числі 0,0 % дітей у віці до 18 років та 0,0 % осіб у віці 65 років та старших.
Цивільне працевлаштоване населення становило 15 осіб. Основні галузі зайнятості: сільське господарство, лісництво, риболовля — 40,0 %, транспорт — 20,0 %, освіта, охорона здоров'я та соціальна допомога — 13,3 %, роздрібна торгівля — 6,7 %.